# Lalden
Lalden é uma comuna da Suíça, no Cantão Valais, com cerca de 654 habitantes. Estende-se por uma área de 1,37 km², de densidade populacional de 510,9 hab/km².  Confina com as seguintes comunas: Baltschieder, Briga-Glis (Brig-Glis), Eggerberg, Mund, Visp. 
A língua oficial nesta comuna é o Alemão.